# Keresztespatak
Keresztespatak (Cristești) település Romániában, a Partiumban, Arad megyében.

## Fekvése
Nagyhalmágytól északra, Páfrányos és Zarándbánya közt fekvő település.

## Története
Keresztespatak nevét 1461-ben Kerezthe Janusfalua néven említette először oklevél. 1760–1762 között Kirstess, 1808-ban Krisztesd, Krista, 1913-ban Keresztespatak néven  írták.
1910-ben 248 román görögkeleti ortodox lakosa volt.
A trianoni békeszerződés előtt Arad vármegye Nagyhalmágyi járásához tartozott.

## Nevezetességek
- 1860-ban épült fatemploma a romániai műemlékek jegyzékében az AR-II-m-B-00599 sorszámon szerepel.[2]

## Galéria

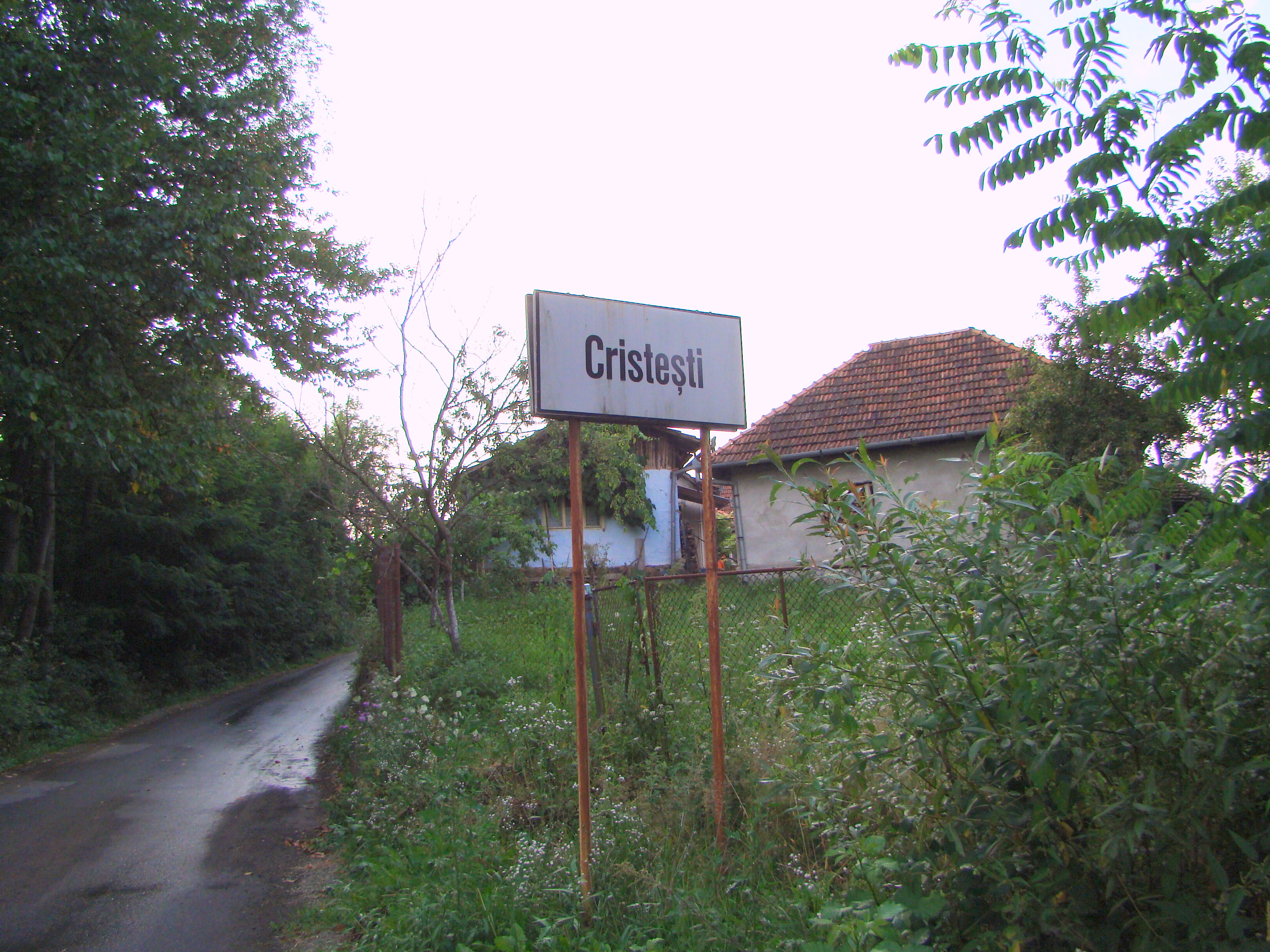
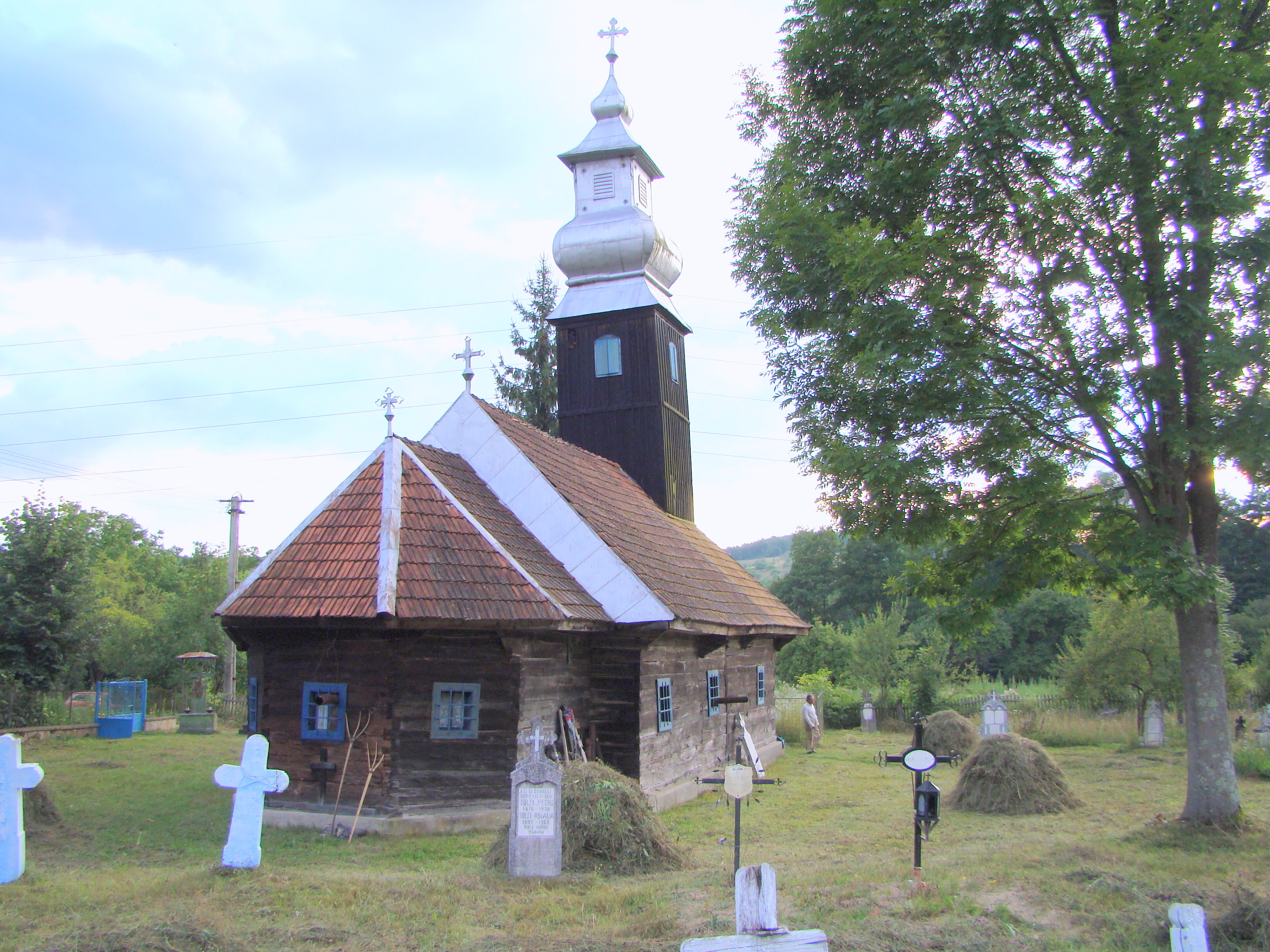
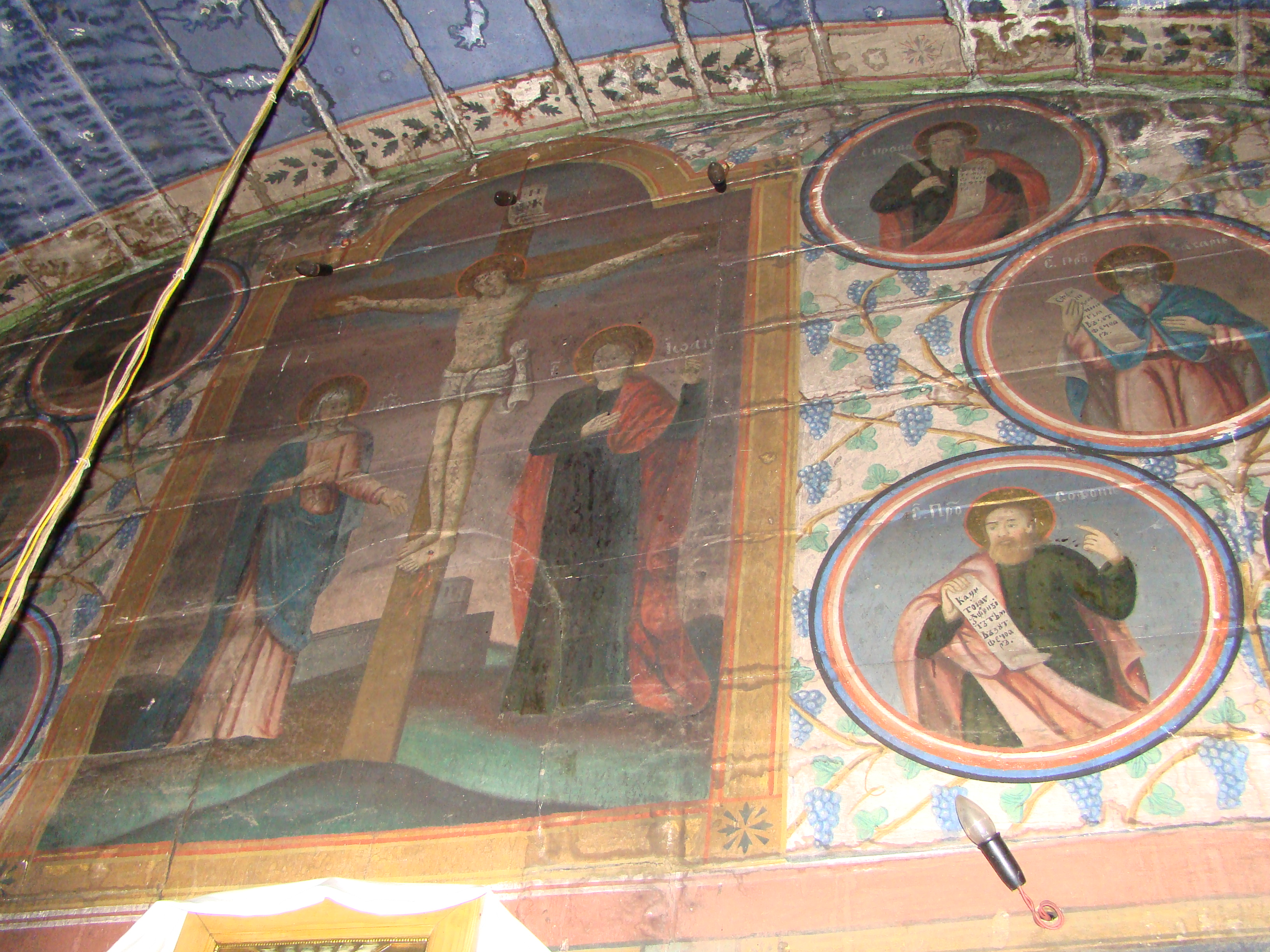
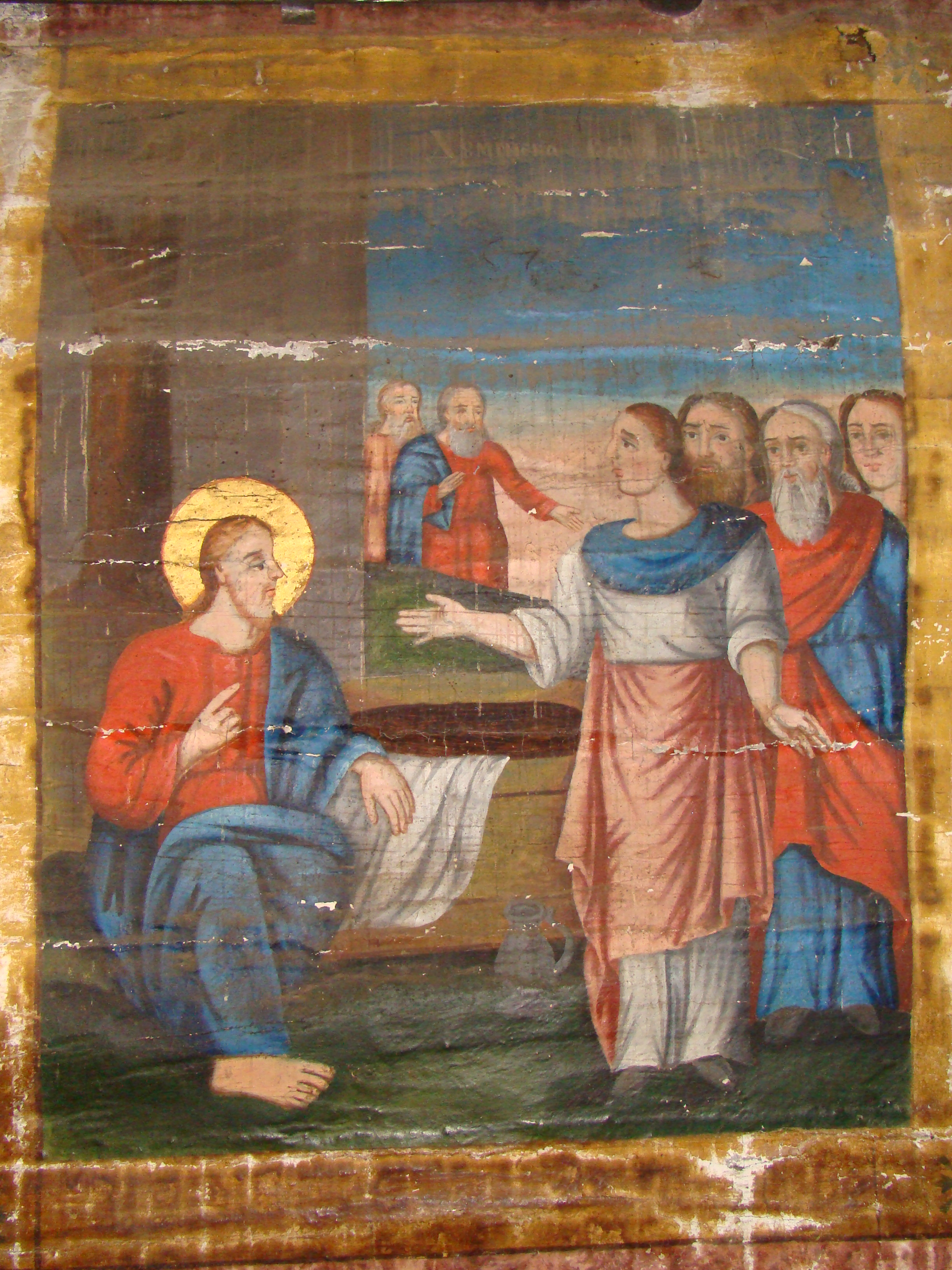
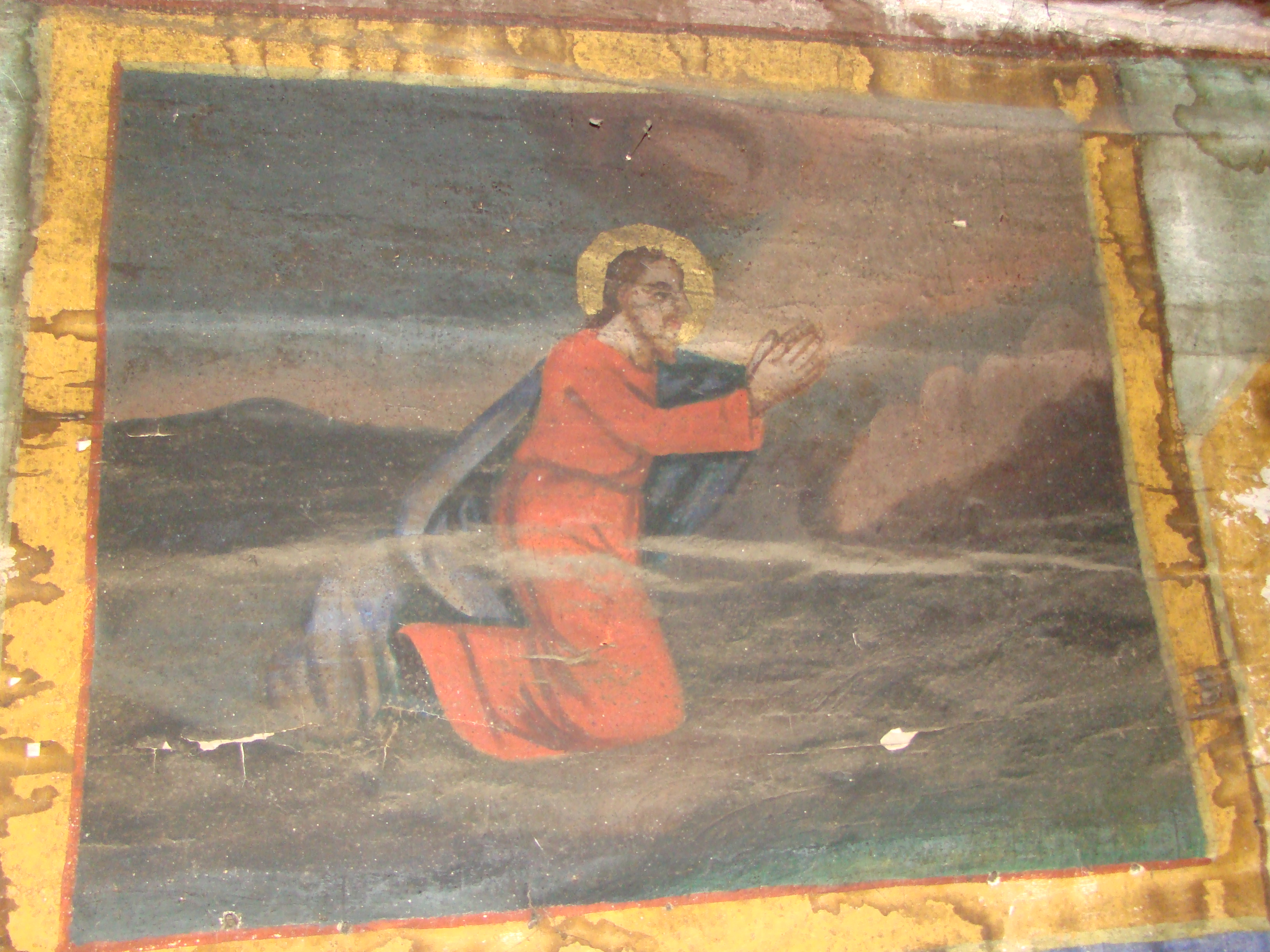
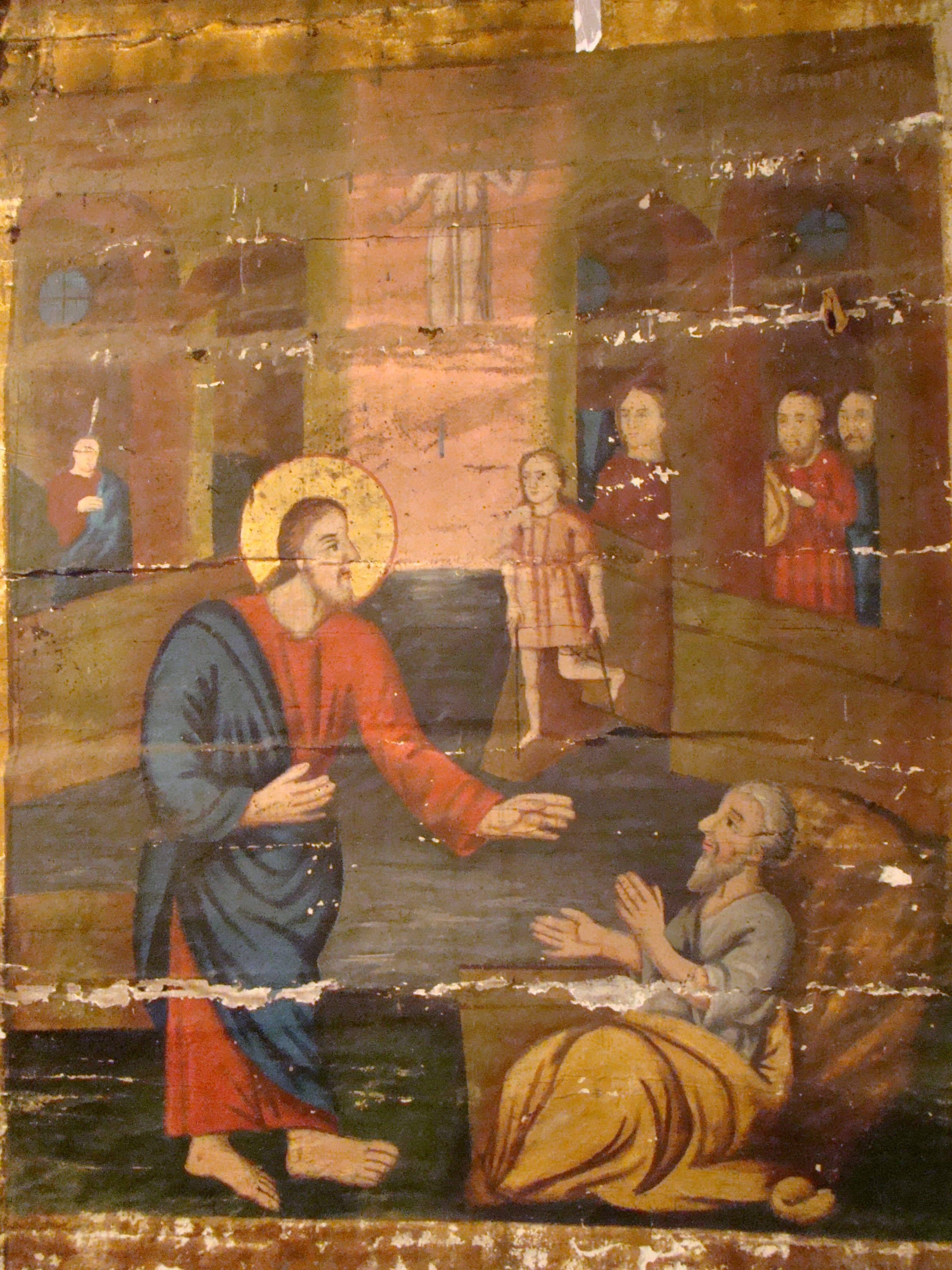
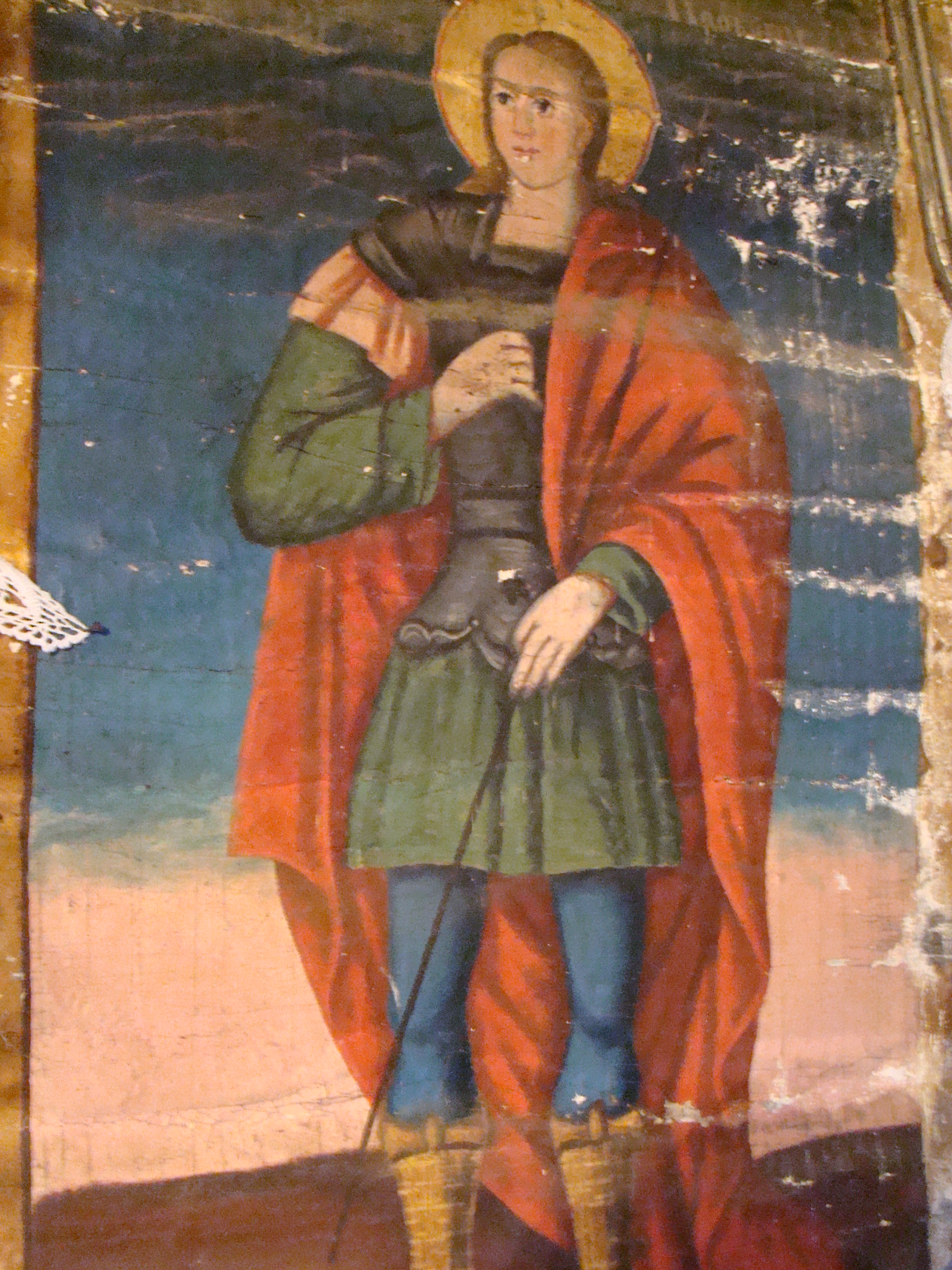
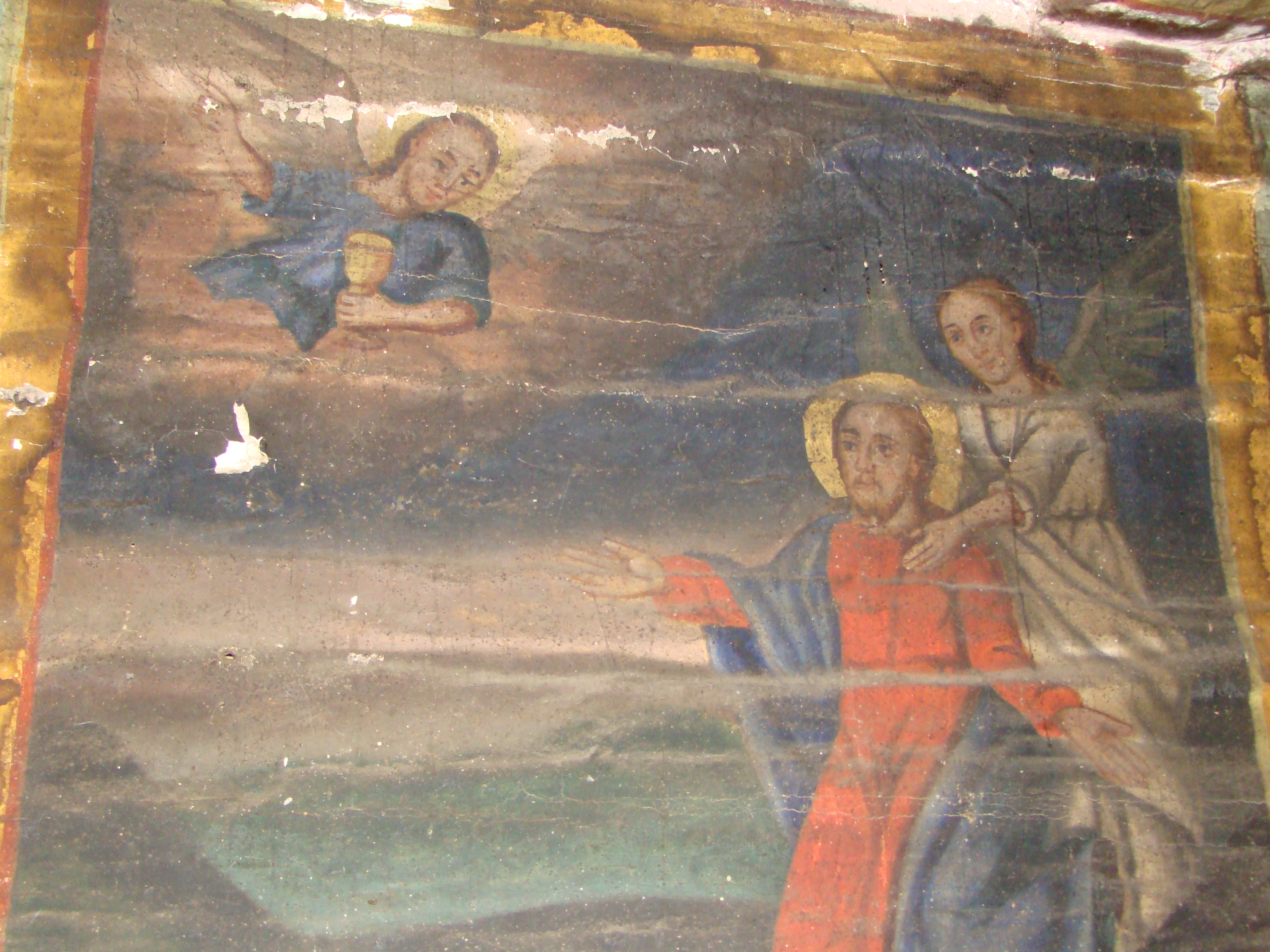
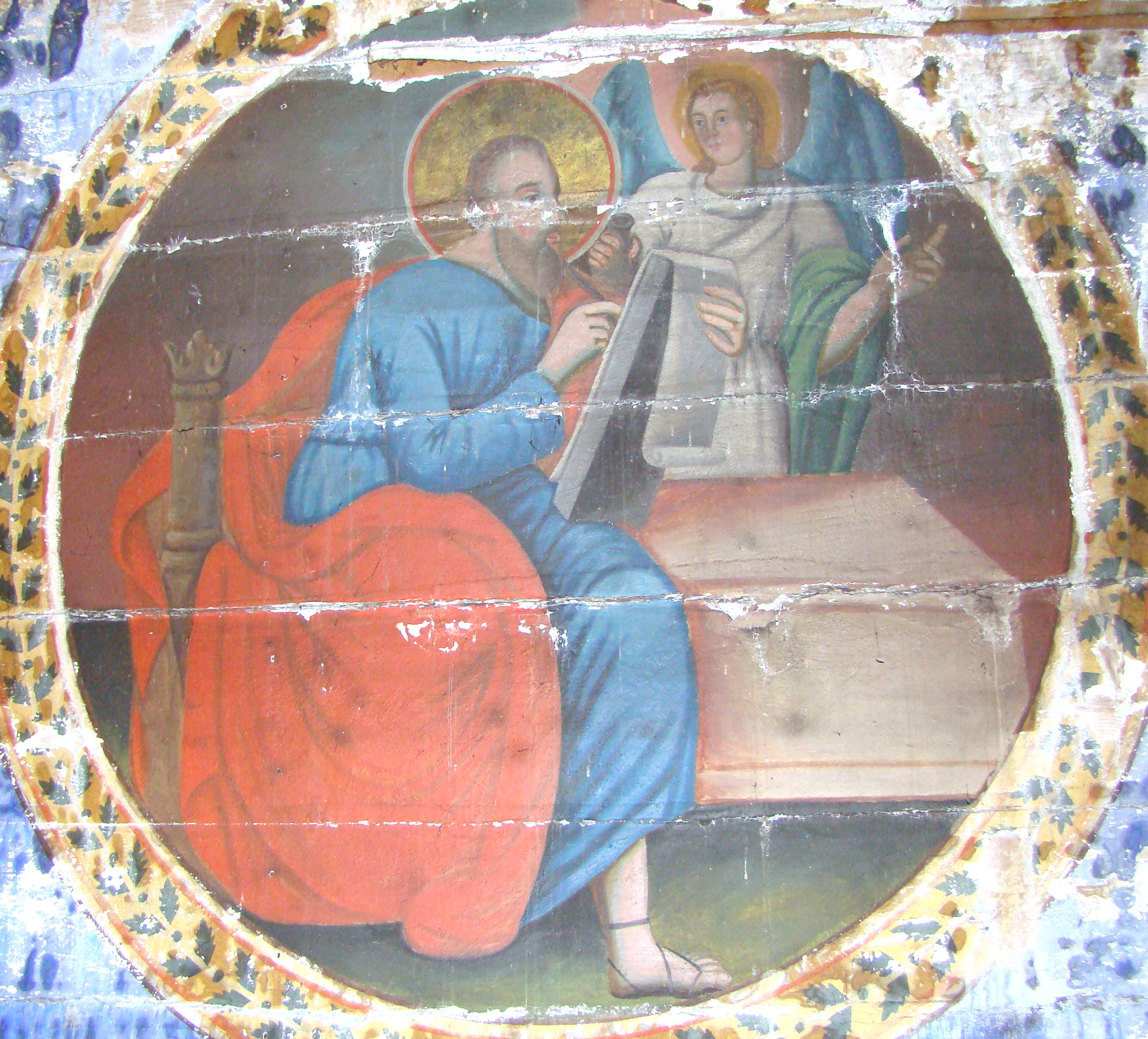